# Municipio de German (condado de Montgomery)
El municipio de German (en inglés: German Township) es un municipio ubicado en el condado de Montgomery en el estado estadounidense de Ohio. En el año 2010 tenía una población de 8429 habitantes y una densidad poblacional de 85,68 personas por km².

## Geografía
El municipio de German se encuentra ubicado en las coordenadas 39°37′26″N 84°24′12″O / 39.62389, -84.40333. Según la Oficina del Censo de los Estados Unidos, el municipio tiene una superficie total de 98.37 km², de la cual 98.37 km² corresponden a tierra firme y (0%) 0 km² es agua.

## Demografía
Según el censo de 2010, había 8429 personas residiendo en el municipio de German. La densidad de población era de 85,68 hab./km². De los 8429 habitantes, el municipio de German estaba compuesto por el 97.84% blancos, el 0.83% eran afroamericanos, el 0.17% eran amerindios, el 0.38% eran asiáticos, el 0.01% eran isleños del Pacífico, el 0.13% eran de otras razas y el 0.64% pertenecían a dos o más razas. Del total de la población el 1.04% eran hispanos o latinos de cualquier raza.